# Fabienne Courtiade
Fabienne Courtiade (Villeneuve-Saint-Georges, 1970) è una medaglista francese.

## Biografia
Nel 1989 ottiene il Certificat d'aptitude professionnelle (CAP) in calcografia.

Nel 1991 ottiene il Diplôme des métiers d'art all'École Estienne di Parigi e nel 1993 entra come medaglista alla Monnaie de Paris, la zecca francese. 
Nel 1999 disegna le monete da 1, 2 e 5 centesimi di euro delle monete euro francesi con il ritratto della Marianna.